# ایمجنیر

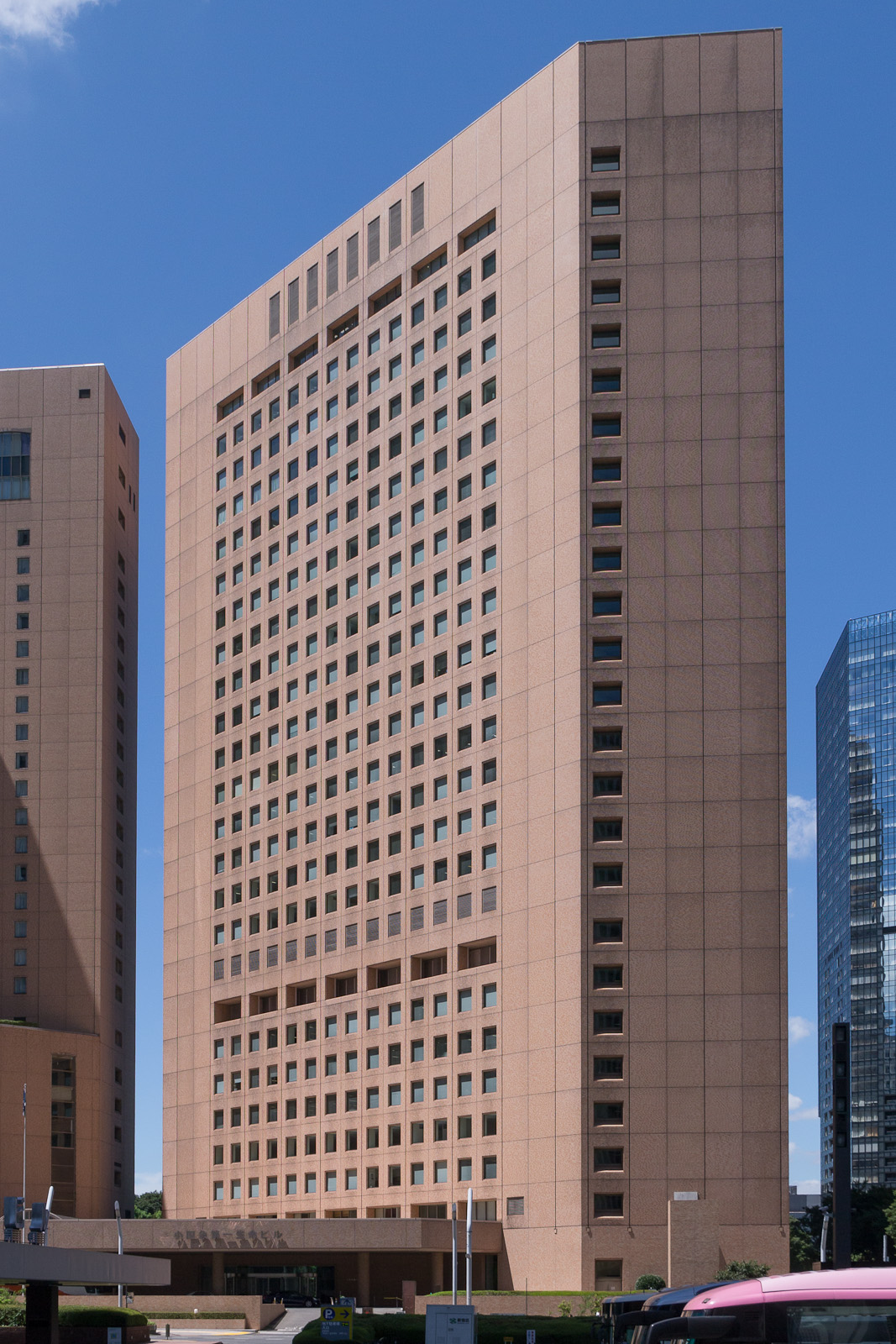
ساختمان شرکت ایمجنیر در توکیو

ایمجنیر (انگلیسی: Imagineer) شرکت بازی ویدئویی ژاپنی است، که در سال ۱۹۸۶ تأسیس شد.